# Winesburg, Ohio (novela)
Winesburg, Ohio, cuyo título completo es Winesburg, Ohio: Colección de relatos sobre la vida en un pequeño pueblo de Ohio, es una novela del escritor estadounidense Sherwood Anderson publicada en su primera edición en 1919. Se trata, según diversos críticos, de un clásico de la literatura estadounidense. La trama se articula alrededor de la niñez y juventud de George Willard, reportero de un periódico local, y narra a través de veintidós pequeños relatos, los capítulos en los que se divide la obra, las vivencias de la comunidad de Winesburg, Ohio, una localidad ficticia, pese a que existe una población con el mismo nombre. 
Se escribió, en su mayoría entre 1915 y 1916 y aunque las historias fueron “concebidas como partes complementarias de un todo que tienen como trasfondo una única comunidad.”; hay un personaje central, George Willard. Es un joven a las puertas de la madurez que está listo para tomar una importante decisión vital, dejar Winesburg atrás. Aunque George sirva de hilo conductor, cada una de las historias está protagonizada por un personaje y en estas se comparte parte de su pasado y presente y su lucha por sobreponerse a la soledad y el aislamiento que parecen flotar en el pueblo.
Winesburg, Ohio fue bien recibida por la crítica, sin embargo, el tono moral y el estilo poco convencional en el que se presentaban los relatos, provocó recelo. Aunque desde su publicación su reputación ha fluctuado, hoy es considerada como uno de los retratos rurales de la época preindustrial estadounidense más influyentes y una de las primeras obras de la literatura modernista.

"The book is, of course, in no sense a burlesque, but it is an effort to treat the lives of simple ordinary people in an American Middle Western town with sympathy and understanding…. Certainly, I did not write to make fun of these people or to make them ridiculous or ugly, but instead to show by their example what happens to simple, ordinary people—particularly the unsuccessful ones—what life does to us here in America in our times—and on the whole how decent and real we nevertheless are."
“El libro no es, en absoluto, una parodia, sino un esfuerzo por reflejar con simpatía y comprensión la vida de la gente común en un pueblo del medio oeste norte americano. Por supuesto, no lo he escrito para burlarme de esas personas o ridiculizarlas o hacerles parecer horribles; más bien, lo que he querido mostrar, a través de su ejemplo, es lo que le sucede a la gente simple y corriente — en particular aquellos que no han tenido éxito—; como la vida nos trata aquí, en Estados Unidos, en nuestros tiempos, a pesar de todo lo decentes y reales que somos.”
Sherwood Anderson

## Género
Aunque no hay discusión respecto a la estructura unitaria de Winesburg, Ohio, son pocos los académicos que han determinado que la obra encaja en los estándares de una novela convencional. Normalmente, la sitúan “a medias entre la novela y la recopilación de relatos” lo que se conoce como “ciclo de cuentos” (short story cycle). Más allá de tener una estructura unitaria, las historias comparten un marco, personajes, elementos simbólicos y una atmósfera psicológica. Todos ellos son elementos que le dan unidad a la obra, a pesar de que inicialmente fueran publicadas como historias separadas. También algunos críticos la han catalogado dentro de la tradición de la novela de aprendizaje, Bildungsroman, por el desarrollo del personaje del joven George Willard, uno de los hilos y temas conductores en la consecución narrativa.
Este libro de Anderson se ha comparado con Cane de Jean Toomer (1923), con En nuestro tiempo de Ernest Hemingway (1925), con Desciende, Moisés de William Faulkner (1942), y con muchos trabajos de John Steinbeck, lo que demuestra el impacto de la innovación formal de esta obra.

## Localización
Se sabe que el pueblo donde suceden este conjunto de historias, Winesburg, no se corresponde con el municipio real que lleva el mismo nombre en el estado de Ohio. Se dice que el escritor se basó en las memorias de su pueblo de infancia, Clyde, Ohio, en el que vivió entre sus ocho y diecinueve años (1884-1896). Esta teoría está fundada en las similitudes entre nombres y las cualidades de algunos personajes de la obra con ciudadanos de Clyde. Además, existen varias coincidencias geográficas entre ambos.
Sin embargo, esta es tan son una solo teoría que los académicos conciben como no más que una conjetura. El propio Anderson escribió en la revista A Writer's Conception of Realism (La concepción de realismo por un escritor) (1939)  que le sorprendió “oír que algunas personas dijeran que uno de sus libro, Winesburg, Ohio, era una fotografía exacta de la vida rural en Ohio” y es más, afirma que la inspiración para casi todos los personajes la sacó de los compañeros con los que vivía al norte de Chicago, en un edificio en el que alquilaba una habitación, y a los que se refiere como “The Little Children of the Arts" (Los pequeños hijos de las artes).

## Influencias
Sherwood Anderson siempre fue ambiguo sobre cuáles fueron sus influencias directas. Los teóricos afirman que hay una conexión obvia entre la obra de Anderson y la Antología de Spoon River de Edgar Lee Masters (1915) y de la cual, Anderson comentó haber estado despierto toda la noche leyendo.
Gertrude Stein, cuyo trabajo conoció o bien de la mano de su hermano Karl, o bien de la del fotógrafo Alfred Stieglitz, entre 1912 y 1915. Se dice que tuvo un papel fundamental en la creación del estilo característico de estas historias. Como se observa en la correspondencia que ambos mantuvieron después de la publicación de Winesburg, Ohio, Anderson percibió algunos de los elementos característicos del estilo de Stein, como el aprecio por la frase como unidad básica de la prosa y el uso retórico de las repeticiones, y recurrió a ellos en la escritura del libro.
El crítico Irving Howe resumió así la conexión entre ambos: “Stein fue la mejor influencia posible: no amoldó el estilo de Anderson al suyo, sino que le liberó en su propio estilo.”
Muchos otros escritores y trabajos se han mencionado como posibles recursos de algunos elementos recogidos en la obra, pero Anderson negó la mayoría o afirmó no tener conocimiento de estos. Por ejemplo, la teoría de la posible influencia de Theodore Dreiser y de los clásicos rusos como Chekhov, Dostoevsky o Tolstoy fue refutada por el propio autor, en primer lugar, por cuestiones estilísticas y en segundo, ya que por lo que parece, Anderson no los había leído antes de escribir el libro. Por otro lado, el escritor expresó gran admiración por Memorias de un cazador de Ivan Turgenev (1847), aunque cabe la posibilidad de que no fuera esta una influencia, ya que se desconoce si el autor lo había leído antes de crear Winesburg, Ohio.
Por último, como las historias están situadas en lo que se denomina el medio oeste de Estados Unidos, inevitablemente, se la ha vinculado con las obras de Mark Twain, en concreto con Las aventuras de Huckleberry Finn (1884). Además, Anderson había leído y admirado a Twain y por esto, los académicos en la búsqueda de por catalogar el libro dentro de los cánones de la literatura estadounidense, han relacionado las obras de ambos autores.

## Los relatos
“Fue allí, bajo aquellas circunstancias, sentado cerca de una ventana abierta, con la lluvia que a veces entraba y me mojaba la espalda desnuda, donde escribí la primera historia. Escribí aquella, como lo haría con todas, de principio a fin en una sesión. El resto de historias del libro se me ocurrieron en las siguientes noches y, en ocasiones, mientras trabajaba en la agencia de publicidad.”
Anderson, Sherwood

El ciclo consta de veintidós relatos escritos  bajo el punto de vista de un narrador omnisciente, en tercera persona que, a veces, sale de la historia y se dirige directamente al lector o hace comentarios reflejando tener consciencia de sí mismo. Los sucesos de cada uno de los relatos involucran a uno o más personajes y acontecen en un marco temporal bastante amplio; la mayoría tienen lugar durante la adolescencia de George, pero hay algunos que se remontan a generaciones anteriores, como por ejemplo “Devoción”.
Los veintidós capítulos son:
- “El libro de lo grotesco”.
- “Manos” sobre Wing Biddlebaum.
- “Píldoras de papel” sobre Doctor Reefy.
- “Madre” sobre Elizabeth Willard.
- “El filósofo” sobre Doctor Parcival.
- “Nadie lo sabe” sobre Louise Trunnion.
- “Devoción”
  - Parte I y II sobre Jesse Bentley.
  - Parte III sobre Louise Bentley.
  - Parte IV sobre David Hardy.
- “Un hombre de idea fijas” sobre Joe Welling.
- “Aventura” sobre Alice Hindman.
- “Respetabilidad” sobre Wash Williams.
- “El pensador” sobre Seth Richmond.
- “Tandy” sobre Tandy Hard.
- “La fuerza de Dios” sobre The Reverend Curtis Hartman.
- “La maestra” sobre Kate Swift.
- “Soledad” sobre Enoch Robinson.
- “Un despertar” sobre Belle Carpenter.
- “Raro” sobre Elmer Cowley.
- “La mentira no dicha” sobre Ray Pearson.
- “Bebida” sobre Tom Foster.
- “Muerte” sobre Doctor Reefy and Elizabeth Willard.
- “Sofisticación” sobre Helen White.
- “Partida” sobre George Willard.

## Temas principales
Las historias giran en torno a la interacción de los personajes, diferentes ciudadanos de Winesburg, con el mundo que les rodea. En esta interacción sobresalen algunos temas que son recurrentes durante toda la obra y son uno de los aspectos que le dan cohesión.

### Incapacidad comunicativa, soledad y alienación
Uno de los temas más significativos es la interacción de los personajes con “la incapacidad de traducir sus sentimientos íntimos en una forma exterior” aspecto que se manifiesta a través de la soledad y alineación y que dota de relevancia a las diversas aventuras. Esta dinámica está presente, de una u otra forma, en casi todas las historias. Tres buenos ejemplos representativos se pueden encontrar en: “Raro” con el personaje de Emer Cowley, en el relato de “Madre” y “Muerte” con el personaje de la madre de George, Elizabeth Willard, y también en la historia de “Devoción” con el personaje de Jessie Bentley.

### Escapar de la alienación
En oposición con lo expuesto anteriormente, muchos teóricos han resaltado la idea de que en este ciclo de cuentos, lo que en realidad se resalta es la liberación de esta alienación y no tanto su condición como tal. Barry D. Bory escribió: “La crítica de Winesburg, Ohio ha reconocido esta necesidad desesperada de comunicación, pero lo que no se ha entendido sobre el trabajo de Anderson es que esta continua frustración sirve como marco del que surgen algunos momentos de comprensión y son estos el corazón de Winersburg, Ohio; si bien son pocos y fugaces.” Momentos de comprensión que en muchas historias llegan desde el pasado para mostrar a personajes reservados y solitarios, por ejemplo, corriendo desnudos a través del pueblo en una noche lluviosa (Alice Hindman en "Aventura"), conduciendo su furgoneta, sin pensar, hacia un tren en marcha (Windpeter Winters en "La mentira no dicha"), y teniendo una explosiva epifanía religiosa (reverendo Curtis Hartman en “La fuerza de Dios”). Estas escenas de gran intensidad dramática, en ocasiones, llegan a la historia como anécdotas explicadas a George Willard y otras como memorias de los mismos personajes que fueron sus protagonistas.

### La maduración de George Willard
El personaje de George Willard es uno de los pilares del libro. La importancia de su arco evolutivo a lo largo de la obra convierten su maduración en un tema en sí mismo. George es un joven reportero que trabaja para el periódico local Winesburg Eagle. Durante el libro desempeña un doble papel: como oyente y registrador de las historias y consejos de los demás personajes y, además, representa en el pueblo la esperanza.
Toda su evolución como personaje está centrada en dos aspectos que están interconectados: la maduración de su sexualidad y su carácter artístico. El clímax de su maduración, en lo referente a estos dos aspectos, llega en la historia de “Sofisticación”.  George siente “algo que lo hombres saben y que es desconocido para los niños. Se siente mayor y un poco cansado. Quiere que alguien comprenda los sentimientos que se han apoderado de él después de la muerte de su madre”. La persona que llega para jugar ese papel es Helen White. En el tiempo que comparten, los lectores pueden ver que acepta a Helen como mediadora espiritual lo que provoca que “la masculinidad de George se contrarreste con sus cualidades femeninas de amabilidad y cortesía, integración que Anderson sugiere como necesarias para un artista. En lo referente a la sexualidad, George se da cuenta de que la comunicación entre hombres y mujeres va más allá de los simples encuentros físicos.

## Estilo
El estilo de Winesburg, Ohio se ha colocado en diversos puntos del espectro que hay entre el naturalismo, característicos de predecesores a Anderson, como William Dean Howells, o alguno de sus contemporáneos, como Sinclair Lewis o Theodore Dreiser, y los modernistas de la Generación perdida. En lo que ha sido denominado “nuevo realismo”, Winesburg, Ohio supera el concepto de novela como “relato objetivo” al utilizar efectos “líricos, nostálgicos, evocativos” e incluso sentimentales, típicos de novelas de siglo XIX, en la representación del fondo psicológico que subyace bajo la superficie de un pueblo del medio oeste estadounidense. En el libro, Anderson reorienta los elementos clásicos de la novela realista al incorporar la vida interior de sus personajes como parte de la realidad.
Además, en esta re orientación, el simbolismo juega un papel fundamental. El mero hecho de empezar la obra con la idea de que sus personajes son grotescos en el sentido de que “grotesco no es solo una armadura deformada; es también el sedimento de los sentimientos deformes, a lo que Dr. Reefy en la escena de “Píldoras de papel” se refiere como “deliciosa, como esas manzanitas un poco rugosas que crecen en los huertos”.
Otra característica que separa el estilo de Anderson en Winesburg, Ohio del resto de sus contemporáneos es la mínima existencia de argumento. Esto será calificado por el crítico David Stouk como el “Arte expresionista de Anderson”. En realidad, este intento por alejarse de los elementos tradicionales y dar paso a la experimentación con el lenguaje, será lo que creará la unión y la brecha entre Winesburg, Ohio y las novelas de las décadas posteriores. Asimismo, la simpleza, ese llevar el lenguaje a sus fundamentos más básicos, que Gertrude Stein encontró tan interesante en Anderson, se convirtió en un ejemplo de quintaesencia del estilo estadounidense, sobre todo asociado a Ernest Hemingway. Aunque, por otro lado, el estilo expresionista en la descripción de los estados emocionales en Winesburg, Ohio, también ha sido valorado como “poco disciplinado” y “difuso” por algunos críticos.

## Crítica
En el momento de su publicación en 1919 la crítica recibió Winesburg, Ohio de forma positiva, incluso, con cierto entusiasmo. H.L. Mencken dijo de la obra: “materializa uno de los trabajos más destacados de Estados Unidos de nuestro tiempo”. Aunque, es cierto que algunos críticos remarcaron que se trataban de “sórdidos relatos” sin gracia y hundidos en insignificancia. Sin embargo, la obra vendió 3 000 copias en 1921. Desde entonces, la popularidad entre los lectores y críticos ha fluctuado con las oscilaciones de la reputación de Anderson. Esta se mantuvo durante la década de los años veinte, pero decayó en la de los treinta y en los cincuenta, tanto el autor como esta obra, se reexaminaron y reevaluaron, llegando a nuestros días como un clásico moderno.

## Relevancia literaria y conexiones culturales

### Literatura
Winesburg, Ohio, es una de las obras que da luz al estilo estadounidense de recopilación de relatos y autores como William Faulkner y F. Scott Fitzgerald le deben mucho.
Ray Bradbury reconoció que Winesburg, Ohio le inspiró en su libro Crónicas Marcianas (1950).
El escritor israelí Amos Oz escribió en su biografía, Una historia de amor y oscuridad (2002), que Winesburg, Ohio tuvo una fuerte influencia en su trabajo; le mostró que la literatura no tiene porque ser exclusivamente sobre héroes y aquello le dio valor para empezar a escribir.

### Cine y TV
En 1973 se llevó a cabo una versión dirigida por Ralph Senensky y protagonizada por Timothy Bottoms en el papel de George Willard.
En 2008 se hizo una adaptación que lleva el mismo título y fue producida por Jennifer Granville y en 2009, se estrenó la película “indie” Chicago Height que está basada en el libro y fue premiada en el Busan International Film Festival.

### Teatro
Una adaptación al teatro, que contó con la colaboración de Arthur Barton en un principio, se representó en Hedgerow Theatre de Pensilvania en 1934.
En 2001 cuatro de las historias fueron representada en el teatro Julia Morgan en Berkeley, California, y al año siguiente, se realizó una adaptación musical de la obra completa que se estrenó en el Steppenwolf Theatre en Chicago.